# Registrske tablice Italije
Registrske tablice Italije se izdajajo od poznega 19. stoletja. Proizvaja jih tovarna državne tiskarne in kovnice (Istituto Poligrafico e Zecca dello Stato) v Foggii.
Tablice, ki so danes v uporabi, uporabljajo dva sistema številčenja: starejši temelji na geografskem poreklu vozila, trenutni, uveden leta 1994, pa je v celoti sestavljen iz naključno dodeljenih črk in številk. Od leta 1999 tablice poleg levega modrega polja z oznako države (I) vsebujejo modro polje tudi na desni, kjer se lahko namestita nalepki z letnico registracije in oznako pokrajine. 
Registrska oznaka je vezana na vozilo in tablice so pritrjene trajno od prve registracije do prenehanja uporabe.

## Oznake pokrajin
| Kratica | Pokrajina/Metr. mesto               | Opombe    |
| ------- | ----------------------------------- | --------- |
| AG, GI  | Agrigento                           | [ N 1 ]   |
| AL      | Alessandria                         |           |
| AN      | Ancona                              |           |
| AO      | Aosta                               |           |
| AP      | Ascoli Piceno                       |           |
| AQ      | L'Aquila                            |           |
| AR      | Arezzo                              |           |
| AT      | Asti                                |           |
| AV      | Avellino                            |           |
| BA      | Bari                                |           |
| BG      | Bergamo                             |           |
| BI      | Biella                              | od 1994   |
| BL      | Belluno                             |           |
| BN      | Benevento                           |           |
| BO      | Bologna                             |           |
| BR      | Brindisi                            |           |
| BS      | Brescia                             |           |
| BT      | Barletta - Andria - Trani           | od 2006   |
| BZ      | Bolzano                             |           |
| CA      | Cagliari                            |           |
| CB      | Campobasso                          |           |
| CE      | Caserta                             | od 1945   |
| CH      | Chieti                              |           |
| CI      | Carbonia - Iglesias                 | 2008–2016 |
| CL      | Caltanissetta                       |           |
| CN, CU  | Cuneo                               | [ N 2 ]   |
| CO      | Como                                | [ N 3 ]   |
| CR      | Cremona                             |           |
| CS      | Cosenza                             |           |
| CT      | Catania                             |           |
| CZ      | Catanzaro                           |           |
| EN, CG  | Enna                                | [ N 4 ]   |
| FC, FO  | Forlì - Cesena                      | [ N 5 ]   |
| FE      | Ferrara                             |           |
| FG      | Foggia                              |           |
| FI      | Firence                             |           |
| FM      | Fermo                               | od 2006   |
| FM, FU  | Reka (Fiume)                        | [ N 6 ]   |
| FR      | Frosinone                           |           |
| GE      | Genova                              |           |
| GO      | Gorica                              |           |
| GR      | Grosseto                            |           |
| IM      | Imperia                             |           |
| IS      | Isernia                             | od 1970   |
| KR      | Crotone                             | od 1994   |
| LC      | Lecco                               | od 1994   |
| LE      | Lecce                               |           |
| LI      | Livorno                             |           |
| LO      | Lodi                                | od 1994   |
| LT      | Latina                              | [ N 8 ]   |
| LU      | Lucca                               |           |
| MB      | Monza in Brianza                    | od 2006   |
| MC      | Macerata                            |           |
| ME      | Messina                             |           |
| MI      | Milano                              |           |
| MN      | Mantova                             |           |
| MO      | Modena                              |           |
| MS, AU  | Massa - Carrara                     | [ N 9 ]   |
| MT      | Matera                              |           |
| NA      | Neapelj (Napoli)                    |           |
| NO      | Novara                              |           |
| NU      | Nuoro                               |           |
| OG      | Ogliastra                           | 2008–2016 |
| OR      | Oristano                            | od 1974   |
| OT      | Olbia - Tempio                      | 2008–2016 |
| PA      | Palermo                             |           |
| PC      | Piacenza                            |           |
| PD      | Padova                              |           |
| PE      | Pescara                             |           |
| PG, PU  | Perugia                             | [ N 10 ]  |
| PI      | Pisa                                |           |
| PL      | Pulj                                | [ N 11 ]  |
| PN      | Pordenone                           | od 1968   |
| PO      | Prato                               | od 1994   |
| PR      | Parma                               |           |
| PT      | Pistoia                             |           |
| PU, PS  | Pesaro in Urbino                    | [ N 12 ]  |
| PV      | Pavia                               |           |
| PZ      | Potenza                             |           |
| RA      | Ravena                              |           |
| RC      | Reggio Calabria                     |           |
| RE      | Reggio Emilia                       |           |
| RG      | Ragusa                              |           |
| RI      | Rieti                               |           |
| RN      | Rimini                              | od 1994   |
| ROMA    | Rim                                 | [ N 13 ]  |
| RO      | Rovigo                              |           |
| SA      | Salerno                             |           |
| SI      | Siena                               |           |
| SO      | Sondrio                             |           |
| SP      | La Spezia                           |           |
| SR      | Sirakuze                            |           |
| SS      | Sassari                             |           |
| SU      | Južna Sardinija (Sud Sardegna)      | od 2017   |
| SV      | Savona                              |           |
| TA      | Taranto                             |           |
| TE      | Teramo                              |           |
| TN      | Trento                              |           |
| TO      | Torino                              |           |
| TP      | Trapani                             |           |
| TR      | Terni                               |           |
| TS      | Trst                                | [ N 14 ]  |
| TV      | Treviso                             |           |
| UD      | Videm (Udine)                       |           |
| VA      | Varese                              |           |
| VB      | Verbano - Cusio - Ossola            | od 1994   |
| VC      | Vercelli                            |           |
| VE      | Benetke                             |           |
| VI      | Vicenza                             |           |
| VR      | Verona                              |           |
| VS      | Srednji Campidano (Medio Campidano) | 2008–2016 |
| VT      | Viterbo                             |           |
| VV      | Vibo Valentia                       | od 1994   |
| ZA      | Zadar                               | [ N 11 ]  |

## Zgodovina

### 1897–1901
Prve italijanske registrske tablice za vozila je predvidel kraljevi odlok 16. decembra 1897, št. 540, ki je uvedel obveznost opremljenosti koles z občinsko registrsko tablico.
Po analogiji s to določbo je občina Milano leta 1898 razglasila Uredbo o prometu motornih vozil, katere 17. člen je zahteval pritrditev tablice z imenom lastnika in številko občinskega dovoljenja na levo stran avtomobilov.

### 1901–1905
S kraljevim odlokom 28. avgusta 1901, št. 416 je bila razglašena prva Uredba o prometu avtomobilov po navadnih cestah, katere člen 91 določa obveznost, da se vsa vozila v prometu opremijo s posebno fiksno registrsko tablico, z dovoljenjem lokalne prefekture. Plošča, ki jo je izdelal lastnik na lastne stroške, je morala biti izdelana iz kovine in je morala v celoti in z jasno vidnimi črkami prikazati ime province in številko licence, ki jo je izdala prefektura.
V Italiji je bilo leta 1899 111 avtomobilov, leta 1900 326 in leta 1901 937; tablice so izdelali lastniki vozil, razen če so bili člani italijanskega Touring Cluba, ki je vsem članom, ki so za to zaprosili, zagotovil tablice z grbom društva.

### 1905–1927
Potem ko so avtomobili doživeli dotlej nesluten razmah, so leta 1905 s tablic odpravili polno ime mesta in ga nadomestili s številko, običajno rdečo, ki je označevala pokrajino izvora. Poleg nje sta bila v črnem izpisana vezaj in registrska številka. Tablice so bile izdelane na podlagi številke, ki jo je dodelila prefektura, a je enako kot v prejšnjem obdobju njihovo izdelavo moral zagotoviti lastnik vozila, pri čemer jih je imel možnost naročiti pri italijanskem Touring Clubu; zaradi tega so se takratne registrske tablice med seboj pogosto zelo razlikovale.
S številkami od 1 do 69 so bile po abecednem redu zastopane pokrajine, ki so obstajale pred prvo svetovno vojno. Naslednjih šest je bilo dodanih leta 1923, potem ko je vlada administrativno reorganizirala novo priključena ozemlja in dodala dve pomorski prestolnici. Z zadnjo aneksijo leta 1924 je bila na seznam vključena številka 76 za Reko. V novih pokrajinah so te registrske tablice nadomestile stare po vzoru avstrijskih registrskih tablic, ki so tudi po italijanski aneksiji nekaj časa ostale v uporabi.
| Številke pokrajin po sistemu, veljavnem od 1905 do 1927 | Številke pokrajin po sistemu, veljavnem od 1905 do 1927 | Številke pokrajin po sistemu, veljavnem od 1905 do 1927 | Številke pokrajin po sistemu, veljavnem od 1905 do 1927 | Številke pokrajin po sistemu, veljavnem od 1905 do 1927 | Številke pokrajin po sistemu, veljavnem od 1905 do 1927 |
| ------------------------------------------------------- | ------------------------------------------------------- | ------------------------------------------------------- | ------------------------------------------------------- | ------------------------------------------------------- | ------------------------------------------------------- |
| 1                                                       | Alessandria                                             | 2                                                       | Ancona                                                  | 3                                                       | Aquila                                                  |
| 4                                                       | Arezzo                                                  | 5                                                       | Ascoli                                                  | 6                                                       | Avellino                                                |
| 7                                                       | Bari                                                    | 8                                                       | Belluno                                                 | 9                                                       | Benevento                                               |
| 10                                                      | Bergamo                                                 | 11                                                      | Bologna                                                 | 12                                                      | Brescia                                                 |
| 13                                                      | Cagliari                                                | 14                                                      | Caltanissetta                                           | 15                                                      | Campobasso                                              |
| 16                                                      | Caserta                                                 | 17                                                      | Catania                                                 | 18                                                      | Catanzaro                                               |
| 19                                                      | Chieti                                                  | 20                                                      | Como                                                    | 21                                                      | Cosenza                                                 |
| 22                                                      | Cremona                                                 | 23                                                      | Cuneo                                                   | 24                                                      | Ferrara                                                 |
| 25                                                      | Firence                                                 | 26                                                      | Foggia                                                  | 27                                                      | Forlì                                                   |
| 28                                                      | Genova                                                  | 29                                                      | Girgenti                                                | 30                                                      | Grosseto                                                |
| 31                                                      | Lecce                                                   | 32                                                      | Livorno                                                 | 33                                                      | Lucca                                                   |
| 34                                                      | Macerata                                                | 35                                                      | Mantova                                                 | 36                                                      | Massa                                                   |
| 37                                                      | Messina                                                 | 38                                                      | Milano                                                  | 39                                                      | Modena                                                  |
| 40                                                      | Napoli                                                  | 41                                                      | Novara                                                  | 42                                                      | Padova                                                  |
| 43                                                      | Palermo                                                 | 44                                                      | Parma                                                   | 45                                                      | Pavia                                                   |
| 46                                                      | Perugia                                                 | 47                                                      | Pesaro                                                  | 48                                                      | Piacenza                                                |
| 49                                                      | Pisa                                                    | 50                                                      | Porto Maurizio                                          | 51                                                      | Potenza                                                 |
| 52                                                      | Ravena                                                  | 53                                                      | Reggio Calabria                                         | 54                                                      | Reggio Emilia                                           |
| 55                                                      | Roma                                                    | 56                                                      | Rovigo                                                  | 57                                                      | Salerno                                                 |
| 58                                                      | Sassari                                                 | 59                                                      | Siena                                                   | 60                                                      | Siracusa                                                |
| 61                                                      | Sondrio                                                 | 62                                                      | Teramo                                                  | 63                                                      | Torino                                                  |
| 64                                                      | Trapani                                                 | 65                                                      | Treviso                                                 | 66                                                      | Udine                                                   |
| 67                                                      | Venezia                                                 | 68                                                      | Verona                                                  | 69                                                      | Vicenza                                                 |
| 70                                                      | Pola                                                    | 71                                                      | La Spezia                                               | 72                                                      | Ionio                                                   |
| 73                                                      | Trento                                                  | 74                                                      | Trieste                                                 | 75                                                      | Zara                                                    |
| 76                                                      | Carnaro                                                 |                                                         |                                                         |                                                         |                                                         |

### 1927–1976
Leta 1927, med fašistično vladavino, je Italija uvedla kovinske tablice s črnim ozadjem in belimi znaki. Za pokrajine je namesto številskih uvedla nove dvočrkovne oznake (z izjemo Rima, katerega ime je bilo in je še danes izpisano v celoti). Od leta 1927 do 1932 so bile tablice enovrstične, kratica pokrajine pa je bila izpisana desno od številčne oznake.
Leta 1932 so sprednje tablice ostale nespremenjene, zadnje pa so se začele izdajati v merah 320 × 200 mm in z rahlo prilagojeno pisavo Garamond. Oznaka pokrajine se je preselila v zgornji levi kot. Med letoma 1928 to 1944 je bil na zadnjih tablicah poleg pokrajinske oznake prisoten fašistični simbol – liktorski snop. Za izdelavo sprednjih tablic je bil sprva zadolžen lastnik (in so se lahko zato med seboj precej razlikovale), leta 1932 pa jih je začel proizvajati CONI v standardiziranih merah 262 × 57 mm.

Po koncu fašističnega režima leta 1944 to 1948 je fašistični emblem zamenjala trnova krona s tremi bajoneti – simbol Državne zveze vojnih pohabljencev in invalidov, ki je v tem času izdelovala tablice. Po sprejetju ustave Italijanske republike leta 1948 se je na sprednji in zadnji registrski tablici pojavil republiški emblem – peterokraka zvezda v vencu in s črkama "RI" v sredini – sicer pa so mere, barva in pisava ostale enake. (Poseben primer je bila pokrajina Aosta, ki je, potem ko je postala avtonomna regija, namesto republiškega na tablice postavila regionalni grb; hkrati so bile stare tablice Aoste umaknjene in številčenje se je začelo znova od 1.)
Leta 1951 so zadnjo (nujno dvovrstično) tablico pomanjšali na 275 × 200 mm, sprednjo pa na 262 × 57 mm; spremenila se je tudi pisava in emblem Italijanske republike je bil pomanjšan. Leta 1963 so tablice začeli namesto iz kovine izdelovati iz plastike.
Registrska oznaka prvih 999.999 vozil vsake pokrajine je bila le zaporedna številka; od leta 1960 so morale biti oznake najmanj petmestne, zato so številke do 9999 zapisovali z vodilnimi ničlami. Po doseženem milijonu registriranih vozil so prišle na vrsto kombinacije A00000–A99999, nato B00000–B99999 in tako dalje; možne črke so bile, v tem vrstnem redu, A B D E F G H K L M N P R S T U V Z X Y W. Po zapolnitvi teh se je črka preselila na zadnje mesto: 00000A–99999A, 00000D–99999D in tako dalje. Možne črke so bile A D E F G H L M N P R S T V W X Y Z. Zatem se je črka premaknila na drugo ter na tretje mesto.

### 1976–1985
Leta 1976 (dejanski datum uvedbe je bil različen od pokrajine do pokrajine, med decembrom 1975 in februarjem 1977) se sprednja tablica ni spremenila, zadnja pa se pričela izdelovati iz dveh delov: prvi je vseboval okrajšavo pokrajine, drugi pa serijsko številko. Pred številko je bila z drobno pisavo ponovljena oznaka pokrajine, pod oznako pa je bil italijanski emblem. Medtem ko je registrska številka ostala bela na črni podlagi, je okrajšava pokrajine postala oranžne barve.
Na avtomobilih, zasnovanih za tablice prejšnjih kvadratnih ali ameriških mer, so črno-oranžno polovico tablice namestili nad črno-belo polovico. Na avtomobilih, kjer je bil za tablico predviden podolgovat prostor. so skrajšan črno-oranžni del namestili pred črno-belega. Ta izvedba je odpravila težave pri nameščanju registrske tablice na avtomobile tuje izdelave (dotlej je bila Italija edina evropska država, ki sploh ni izdelovala zadnjih tablic v eni vrstici). Temu formatu so odtlej tudi italijanski proizvajalci avtomobilov dajali prednost pred starim, tako pri oblikovanju novih modelov (kot je bil Fiat Ritmo) kot pri oblikovnih posodobitvah obstoječih (kot sta Fiat 127 ali Alfa Romeo Alfasud).

### 1985–1994
Leta 1985 so tablice znova postale kovinske, saj se je plastika izkazala za manj odporno na vremenske razmere in poškodbe. Registrska oznaka je postala črna na beli odsevni podlagi. V podlago je bila vdelana uradna koda za zaščito pred ponarejanjem, PGS A-1 oziroma PGS B-1 (PGS – Provveditorato generale dello Stato; A in B sta različni vrsti odsevne prevleke, 1 pomeni belo podlago in 2 rumeno).
Sprednjo tablico, ki je bila dotlej zelo majhna (262 × 57 mm), so znatno povečali (340 × 115 mm), še vedno pa je niso izenačili z zadnjo tablico, kot je bilo v navadi v večini evropskih držav. Okrajšava pokrajine na sprednjih tablicah se je preselila z desne na levo stran, kar jo je uskladilo z zadnjimi.
Dimenzije zadnje tablice so ostale nespremenjene: 486 × 109 mm ali v primeru dveh vrstic 336 × 202 mm. Tako kot v prejšnji izvedbi se je nad emblemom Italije in pred registrsko številko v malih črkah ponovila okrajšava pokrajine.
Datum uvedbe novih registrskih tablic je znova zgolj okviren, saj se je tudi tistikrat razlikoval od pokrajine do pokrajine: prva je bila sicilijanska Ragusa konec marca, Rim je nov format sprejel maja, Genova oktobra, zadnja, decembra 1985, pa Aosta. S temi registrskimi tablicami se je vodilna ničla začela predpenjati tudi petmestnim registrskim številkam.

### 1994–1999
Ob posodobitvi 28. februarja 1994 je sama zasnova tablic ostala skoraj nespremenjena (kovinska, črni znaki na beli podlagi), razen da je zadnja tablica spet postala enodelna. Popolnoma nov pa je bil sistem številčenja: ukinjena je bila oznaka pokrajine, registrsko oznako pa so po novem sestavljale po dve črki na začetku in koncu ter tri števke v sredi. Oznake so se tiskale zaporedno po številki in nato črkah, torej na primer AA 998 AA, AA 999 AA, AA 000 AB .
Skupno se od leta 1994 uporablja 22 črk (črke angleške abecede brez I, O, Q in U), kar bi omogočalo skupaj 234 256 000 kombinacij. V resnici so nekatere kombinacije črk izključene, da ne bi posnemale tablic, namenjenih posebnim kategorijam vozil: na primer kombinacije, ki se začnejo s CC (podobne tablicam vozil konzularnih predstavništev), s CD (podobne tablicam vozil diplomatskih predstavništev) in z EE (podobne izvoznim tablicam).
Kombinacije, ki se začenjajo z Z, so rezervirane za kvadratne zadnje tablice. Od leta 2009 se avtomobilom in motornim kolesom lokalne policije izdajajo tablice, ki se začenjajo z Y. Od februarja 2013 se tablice priklopnikov začenjajo s črko X (glej spodaj).
Registrske tablice so se pokrajinam dodeljevale v serijah, približno po pogostosti novih registracij. Novi sistem številčenja se je zato uvajal postopoma, tako kot je v posameznih pokrajinah zmanjkovalo starih tablic. Do leta 1999 so lahko nedavno ustanovljene pokrajine (Biella, Verbano - Cusio - Ossola, Lecco, Lodi, Rimini, Prato, Crotone, Vibo Valentia) in pokrajine z velikimi zalogami tablic (npr. Viterbo, Isernia in Benevento) nadaljevale z izdajanjem starih registrskih tablic: lastniki vozil so ob registraciji lahko izbrali vrsto tablice.
Po naročilu so bile zadnje tablice (občasno tudi sprednje) dobavljive v dvovrstični obliki (žargonsko »quadrotte«), namenjene za vozila (terenska, tovorna, starodobnike ali uvožene avtomobile) s prostorom, v katerega se standardne registrske tablice niso prilegale.

### 1999–danes
Ukinitev kratic pokrajin so številni Italijani sprejeli z negodovanjem, tako zelo, da so se v prodaji znašli modri trakovi z oznakami pokrajin, običajno samolepilni, ki so si jih številni vozniki dodali ob rob zadnje tablice. Da bi zadostili tej želji in omogočili takojšnjo identifikacijo pokrajine prve registracije, so 7. februarja 1999 izvedli novo revizijo, ki je sistem številčenja pustila nespremenjen, spremenila pa je videz tablic.
Nove tablice temeljijo na skupnem formatu, ki ga je uvedla uredba Evropske unije (ES) št. 2411/98 Sveta z dne 3. novembra 1998. Ob straneh imajo dva modra pasova, na levem dvanajst zvezd Evropske unije in belo črko I kot Italija; to je odpravilo potrebo po lepljenju ovala z mednarodno avtomobilsko oznako. Na desnem pasu sta zgoraj, znotraj kroga z rumenim obrisom, opcijsko nameščeni dve rumeni števki, ki označujeta leto prve registracije (npr. 05 – 2005), spodaj pa se lahko na zahtevo lastnika vozila izpiše kratica pokrajine oz. metropolitanskega mesta stalnega prebivališča lastnika v beli ali sivi barvi. Letnica in kratica sta nalepki, ki se običajno nalepita ob registraciji ali izročita lastniku skupaj s prometnim dovoljenjem.
Pri avtonomnih pokrajinah s posebnim statutom Trento in Bolzano ter za Dolino Aoste je nad drugo črko, ki je zato pomanjšana, pokrajinski oziroma deželni grb.
Zaradi modrih pasov so nove registrske tablice 3 cm širše od prejšnjih, pisava pa je krepkejša, poleg tega ni več presledka med števkami in desnima črkama.
Točne mere so:
- sprednje tablice: 360 × 110 mm;
- zadnje enovrstične: 520 × 110 mm (»format A«);
- zadnje dvovrstične: 297 × 214 mm (»format B«).

Leta 2003 je bil spremenjen tudi vodni žig iz PGS A/B 1/2 v MEF A/B/C 1/2 (MEF pomeni Ministero dell'economia e delle finanze – Ministrstvo za gospodarstvo in finance).

## Posebne tablice
| Kratica     | Slika | Pomen                                               | Prevod                                        | Opombe |
| ----------- | ----- | --------------------------------------------------- | --------------------------------------------- | --- |
| AM          |       | Aeronautica Militare                                | Vojno letalstvo                               | „AM“ – v obliki „AM xx 123“ |
| CC          |       | Carabinieri                                         | Korpus karabinjerjev                          | „CC“ – v obliki „CC xx 123“ |
| CF FD CF VA |       | Corpo Forestale (Forstdienst, Vigilanza Ambientale) | Gozdna policija v regijah s posebnim statusom | Na Južnem Tirolskem „CF FD“ – v obliki „CF FD A12“ Na Trentinskem „CF“ – v obliki „CF A12 TN“ Na Sardiniji „CFVA“ in „CA“ – v obliki „CFVA A12 CA“ Na Siciliji „CF“ in „PA“ – v obliki „CF 123 PA“ V Dolini Aoste „CF“ in „AO“ – v obliki „CF 123 AO“ V Furlaniji - Julijski krajini „CF“ – v obliki „CF 123“ |
| CFS         |       | Corpo Forestale dello Stato                         | Državna gozdna policija                       | „CFS“ – v obliki „CFS 123 xx“. Leta 2017 je organ postal del korpusa karabinjerjev. |
| CP          |       | Capitaneria di Porto – Guardia Costiera             | Luška kapetanija/obalna straža                | „CP“ – v obliki „CP 1234“ |
| CRI         |       | Croce Rossa Italiana                                | Italijanski Rdeči križ                        | „CRI“ in simbol Rdečega križa – v obliki: „CRI+ 12345“ (do 2003) „CRI+ A123x“ (2003–2007) „CRI+ 123xx“ (od 2008) |
| DPC         |       | Dipartimento della Protezione Civile                | Civilna zaščita                               | „DPC“ – v obliki „DPC x1234“ |
| EI          |       | Esercito Italiano                                   | Italijanska vojska                            | „EI“ – v obliki „EI xx 123“ |
| GdiF        |       | Guardia di Finanza                                  | Finančna straža                               | „GdiF“ – v obliki „GdiF 123 xx“ |
| MM          |       | Marina Militare                                     | Vojna mornarica                               | „MM“ in rot; im Format „MM xx 123“; |
| PC PC ZS    |       | Protezione Civile (Zivilschutz)                     | Civilna zaščita v avtonomnih regijah          | „PC“ na Trentinskem „PC xxx TN“ na Južnem Tirolskem „PC ZSxxx“ |
| SMOM        |       | Sovrano militare ordine di Malta                    | Suvereni malteški viteški red                 | Uporabljajo se na vozilih civilne zaščite in reševalnih vozilih Suverenega malteškega reda (Prostovoljni korpus za posebno pomoč), izdaja jih italijansko obrambno ministrstvo. Preostala vozila, ki pripadajo redu, imajo diplomatske tablice (XA).                                                          |
| VF VF FW    |       | Vigili del Fuoco                                    | Gasilci                                       | „VF“ – običajno v obliki „VF 12345“, v avtonomnih pokrajinah „VF 123 xx“, „xx“. Na Trentinskem „VF 123 TN“ Na Južnem Tirolskem od 2009 „VF FW123“ z modrima robovoma, prej „VF 123 BZ“ brez modrih robov |
|             |       | Polizia di Stato                                    | Državna policija                              | Rdeče „POLIZIA“ nad petmestno registrsko kombinacijo |
|             |       | Polizia Penitenziaria                               | Pravosodna policija                           | Rdeče „POLIZIA PENITENZIARIA“ nad oznako v obliki „123 xx“ |
|             |       | Polizia Locale                                      | Lokalna policija                              | Svetlo modro „POLIZIA LOCALE“ nad običajno registrsko oznako, ki se začenja na „Y“ |

- Tablica motornega kolesa
- Tablica mopeda
- Ponovljena tablica vlečnega vozila na priklopniku
- Tablica priklopnika do 2013
- Tablica priklopnika od 2013
- Tablica traktorja
- Tablica delovnega stroja
- Preizkusna tablica
- Izvozna tablica (Escursionisti Esteri)
- Diplomatska tablica. Desni črki označujeta državo oz. institucijo (XG – Vatikan)
- Tablica vozila, ki pripada Združenim narodom